# Siedlisko Czarnkowskie
Siedlisko Czarnkowskie – stacja kolejowa w Siedlisku, w województwie wielkopolskim, w Polsce. Znajduje się na linii nr 203. Tczew - Kietz.

## Ruch pasażerski
| Rok  | Wymiana pasażerska na dobę |
| ---- | -------------------------- |
| 2017 | 50-99                      |
| 2022 | 50-99                      |